# Supergalaktiskt koordinatsystem
Supergalaktiskt koordinatsystem kallas det koordinatsystem som används för att bestämma positioner med utgångspunkt från det supergalaktiska planet, som kan beskrivas utifrån distributionen av Vintergatans närliggande galaxhopar, till exempel Virgohopen, Den stora attraktorn och superhopen i Perseus och Fiskarna.
Det var den tysk-brittiske astronomen William Herschel som först antydde positionssystemet. Ett fullt utvecklat positionsbestämningssystem dröjde emellertid ända till 1953, när den franske astronomen Gérard de Vaucouleurs med utgångspunkt från Shapley-Ames.katalogen utformade systemet.

## Notation
Supergalaktisk latitud och longitud betecknas, precis som beträffande det galaktiska koordinatsystemet med bokstäverna b respektive l. Riktningarna som är vinkelräta mot planet (antingen b=+90° eller b =−90°) går igenom galaktiska polerna. Tillsammans med den supergalaktiska longituden bildar de ett sfäriskt koordinatsystem. Objekt som har den supergalaktiska longituden nära noll ligger där det supergalaktiska planet skär det galaktiska.

## Supergalaktiska referenspunkter
- Den norra supergalaktiska polen (SGB=90°) har de galaktiska koordinaterna (l=47,37°, b=+6,32°). I det ekvatoriella koordinatsystemet (epok J2000) motsvarar detta ungefär (RA=18,9 h, DEC=+15,7°).
- Den supergalaktiska nollpunkten (SGB=0°, SGL=0°) har koordinaterna (l=137,37°, b=0°). I epok J2000 motsvarar detta ungefär (RA=2,82 h, DEC=+59,5°).